# Dilemme (émission de télévision)
Dilemme est une émission de télévision française de télé-réalité produite par Alexia Laroche-Joubert et diffusée sur W9 et Plug RTL en Belgique depuis le 20 mai 2010. L'émission hebdomadaire ainsi que les quotidiennes sont présentées par Faustine Bollaert. Lors de ces émissions hebdomadaires, Faustine Bollaert est accompagnée de chroniqueurs et collabore lors des quotidiennes avec David Lantin, envoyé spécial vivant avec les candidats au sein du Cube.
L'émission s'est achevée le 15 juillet 2010 et a été remportée par Jean-Charles qui gagne ainsi la somme de 99 684 €. La productrice Alexia Laroche-Joubert annonce le 22 novembre 2010 une seconde saison. Cependant, fin décembre 2010, le directeur général adjoint de W9 Frédéric de Vincelles annonce que bien que satisfait des audiences de la première saison, rien n'est encore acté et qu'une décision sera prise en janvier 2011 après discussions avec la productrice[réf. à confirmer],.
Endemol intente en 2011 un procès à ALJ Prod (Dilemme) au motif d'une copie illégale de Secret Story, autre télé-réalité d'Endemol. Endemol gagne ce procès mais le perd en appel le 12 septembre 2012. La cour d'appel ouvre, par ce jugement, la possibilité pour ALJ Prod de produire une nouvelle saison de Dilemme. Endemol se pourvoit en cassation.

## Principe
Le principe se rapproche de celui du Big Brother. Quinze jeunes candidats, répartis en deux équipes, sont enfermés pendant deux mois dans une maison appelée « le Cube » et doivent chaque jour faire face à des dilemmes. « Le Cube » est situé à Bry-sur-Marne. Il est constitué par trois ailes s'articulant autour d'un patio.
Dans le cadre d'un partenariat avec la plateforme de partage de vidéos française Dailymotion, les internautes peuvent suivre gratuitement, en permanence et en illimité la vie à l'intérieur du Cube. Vingt-six caméras balayent continuellement les différentes pièces et assument à peu près tout ce qu'elles capturent,. Cependant, un décalage de trois minutes est appliqué entre la réception des images et leur diffusion sur le net, afin de permettre à la production d'éventuelles « coupures pour raisons éditoriales ».
Un « envoyé spécial », David Lantin, vit avec les candidats au sein du Cube. Il est l'intermédiaire entre les candidats et la production lors des jeux ou activités organisées ainsi que lors des prime-times, il rapporte pendant les quotidiennes ce qui aurait pu malgré tout échapper aux plus curieux, et enfin, il joue le rôle de « grand-frère » et de médiateur.
Trois chroniqueurs, Ariane Brodier, Joëlle Goron et Éric Laugérias accompagnent Faustine Bollaert lors des émissions hebdomadaires. Ils dissèquent les événements de la semaine et apportent leur point de vue sur les états d'âme des candidats. L'humoriste Max Boublil tient également une chronique. Lors du second prime, Ève Angeli fut invitée pour faire part de ses impressions sur l'émission. C'est la seule personnalité qui fut invitée durant la totalité du programme.

## Candidats
| Classement | Prénom       | Âge    | Localisation                      | Équipe d'origine | Statut              | Période                        |
| ---------- | ------------ | ------ | --------------------------------- | ---------------- | ------------------- | ------------------------------ |
| 1          | Jean Charles | 26 ans | Luxembourg ( Luxembourg)          |                  | Vainqueur           | 20 mai 2010 – 15 juillet 2010  |
| 2          | Kevin        | 23 ans | Orly (Val-de-Marne)               |                  | deuxième            | 20 mai 2010 – 15 juillet 2010  |
| 3          | Jérémy       | 24 ans | Caen (Calvados)                   |                  | troisième           | 20 mai 2010 – 15 juillet 2010  |
| 4          | Caroline     | 22 ans | Montigny-le-Bretonneux (Yvelines) |                  | quatrième           | 20 mai 2010 – 15 juillet 2010  |
| 5          | Jason        | 23 ans | Paris                             |                  | cinquième           | 20 mai 2010 – 15 juillet 2010  |
| 6          | Florian      | 21 ans | Dublin ( Irlande)                 |                  | éliminé             | 20 mai 2010 – 8 juillet 2010   |
| 7          | Cindy        | 24 ans | Estaimpuis ( Belgique)            |                  | éliminée            | 20 mai 2010 – 8 juillet 2010   |
| 8          | Anaïs        | 24 ans | Marseille (Bouches-du-Rhône)      |                  | sacrifiée (dilemme) | 20 mai 2010 – 8 juillet 2010   |
| 9          | Alycia       | 24 ans | Paris                             |                  | éliminée            | 20 mai 2010 – 1er juillet 2010 |
| 10         | Marie Perrin | 20 ans | Quimper (Finistère)               |                  | éliminée            | 20 mai 2010 – 24 juin 2010     |
| 11         | Lucie-Ange   | 21 ans | Montreuil (Seine-Saint-Denis)     |                  | éliminée            | 20 mai 2010 – 17 juin 2010     |
| 12         | Samir        | 25 ans | Montpellier (Hérault)             |                  | éliminé             | 20 mai 2010 – 10 juin 2010     |
| 13         | Raphaël      | 25 ans | Lille (Nord)                      |                  | éliminé             | 20 mai 2010 – 3 juin 2010      |
| 14         | Ophélie      | 21 ans | Paris                             |                  | abandon             | 20 mai 2010 – 29 mai 2010      |
| 15         | Sarah        | 18 ans | Grenoble (Isère)                  |                  | éliminée            | 20 mai 2010 – 27 mai 2010      |

Kévin commence l'aventure en tant que membre de l'équipe Orange, puis l'équipe Violette le choisit pour les rejoindre le 4 juin 2010. Le 24 juin 2010, les membres de l'équipe Orange décident de réintégrer Kévin mais perdent 5 000 €.
Alycia commence l'aventure en tant que membre de l'équipe violette et Florian en tant que membre de l'équipe orange mais à la suite d'un dilemme proposé à Kevin ils échangent leurs places au sein de leurs équipes respectives et Florian devient violet et Alycia orange le 17 juin 2010 mais, à la suite d'un dilemme proposé à Marie le 21 juin 2010, Alycia réintègre son équipe originale. Florian et Alycia sont donc tous les deux dans l'équipe violette.
Notes
1. ↑  Pour la finale, chaque candidat joue individuellement

Autres émissions de télé réalité dans lesquelles sont apparus les candidats
Kévin a également participé à la saison 3 : Les Anges de la télé-réalité I Love New York. Par la suite, il est devenu comédien au théâtre, dans plusieurs pièces, mais surtout dans la scripted-reality Hollywood Girls également sur NRJ 12.
Caroline a également participé à la deuxième saison de La Maison du bluff. Elle a notamment animé l'émission Cash or Play sur NRJ 12.

## Désignations et départs
|                | Semaine 1         | Semaine 2         | Semaine 3          | Semaine 4                      | Semaine 5           | Semaine 6          | Semaine 7                  | Semaine 8                      |                     |
| -------------- | ----------------- | ----------------- | ------------------ | ------------------------------ | ------------------- | ------------------ | -------------------------- | ------------------------------ | ------------------- |
| Jean-Charles   | Sarah, Ophélie    | Kévin, Jason      | Kévin, Jason Jason | Caroline, Jérémy Caroline      | Kévin Cindy         | Kévin              | Nommé                      | Vainqueur (Jour 56)            | Vainqueur (Jour 56) |
| Kévin          | Sarah, Marie      | Raphaël, Samir    | Samir, Marie Jason | Lucie-Ange, Florian Lucie-Ange | Marie Florian       | Alycia             | Finaliste                  | Second (Jour 56)               | Second (Jour 56)    |
| Jérémy         | Sarah, Ophélie    | Raphaël, Samir    | Marie, Samir Kévin | Lucie-Ange, Florian Lucie-Ange | Marie, Florian      | Alycia             | Finaliste                  | Troisième (Jour 56)            | Troisième (Jour 56) |
| Caroline       | Sarah, Ophélie    | Raphaël, Samir    | Samir, Marie Kévin | Lucie-Ange, Florian Lucie-Ange | Marie, Florian      | Alycia             | Finaliste                  | Quatrième (Jour 56)            | Quatrième (Jour 56) |
| Jason          | Sarah, Ophélie    | Raphaël, Samir    | Samir, Marie Kévin | Lucie-Ange, Florian Lucie-Ange | Marie, Florian      | Alycia             | Finaliste                  | Cinquième (Jour 56)            | Cinquième (Jour 56) |
| Cindy          | Raphaël, Samir    | Jason, Kévin      | Samir, Jason Jason | Jérémy, Jason Lucie-Ange       | Marie, Jean-Charles | Jason              | Nommée                     | Éliminée (Jour 49)             |                     |
| Florian        | Sarah, Ophélie    | Samir, Raphaël    | Kévin, Jason Kévin | Caroline, Jérémy Caroline      | Kévin, Cindy        | Kévin              | Nommé                      | Éliminé (Jour 49)              |                     |
| Anaïs          | Sarah, Ophélie    | Raphaël, Samir    | Samir, Marie Kévin | Lucie-Ange, Florian Lucie-Ange | Marie, Florian      | Alycia             | Sacrifiée (Jour 49)        | Sacrifiée (Jour 49)            |                     |
| Alycia         | Sarah, Ophélie    | Jason, Kévin      | Jason, Kévin Jason | Caroline, Jérémy Caroline      | Kévin, Cindy        | Kévin              | Éliminée (Jour 42)         | Éliminée (Jour 42)             |                     |
| Marie          | Sarah, Ophélie    | Kévin, Jason      | Jason, Kévin Jason | Caroline, Jérémy Caroline      | Kévin, Cindy        | Éliminée (Jour 35) | Éliminée (Jour 35)         | Éliminée (Jour 35)             |                     |
| Lucie-Ange     | Sarah, Ophélie    | Samir, Raphaël    | Kévin, Samir Kévin | Caroline, Jérémy Caroline      | Éliminée (Jour 28)  | Éliminée (Jour 28) | Éliminée (Jour 28)         | Éliminée (Jour 28)             |                     |
| Samir          | Sarah, Ophélie    | Kévin, Jason      | Jason, Kévin Jason | Éliminé (Jour 21)              | Éliminé (Jour 21)   | Éliminé (Jour 21)  | Éliminé (Jour 21)          | Éliminé (Jour 21)              |                     |
| Raphaël        | Sarah, Ophélie    | Jason, Kévin      | Éliminé (Jour 14)  | Éliminé (Jour 14)              | Éliminé (Jour 14)   | Éliminé (Jour 14)  | Éliminé (Jour 14)          | Éliminé (Jour 14)              |                     |
| Ophélie        | Sarah, Marie      | Abandon (Jour 9)  | Abandon (Jour 9)   | Abandon (Jour 9)               | Abandon (Jour 9)    | Abandon (Jour 9)   | Abandon (Jour 9)           | Abandon (Jour 9)               |                     |
| Sarah          | Lucie-Ange, Marie | Éliminée (Jour 7) | Éliminée (Jour 7)  | Éliminée (Jour 7)              | Éliminée (Jour 7)   | Éliminée (Jour 7)  | Éliminée (Jour 7)          | Éliminée (Jour 7)              | Éliminée (Jour 7)   |
| Vote du public | Ophélie Sarah     | Raphaël Samir     | Kevin Jason Samir  | Jérémy Lucie-Ange              | Florian Marie       | Alycia Caroline    | Cindy Florian Jean Charles | Tous les Habitants             | Tous les Habitants  |
| Éliminés       | Sarah 45%         | Raphaël 30 %      | Samir 32%          | Lucie-Ange 31 %                | Marie 36%           | Alycia 40%         | Cindy                      | Jason, Caroline, Jérémy, Kevin |                     |
| Éliminés       | Sarah 45%         | Raphaël 30 %      | Samir 32%          | Lucie-Ange 31 %                | Marie 36%           | Alycia 40%         | Florian                    | Jean-Charles 40%               |                     |

Notes :
1. ↑  Après cette semaine il n'y a plus de désignations, l'équipe ayant le moins d'argent dans sa cagnotte sera éliminée en demi-finale.
2. ↑  Les cinq candidats restants sont soumis au vote du public lors de cette dernière semaine.
3. ↑  Jason : 35% - Kevin : 33% - Samir 32%.

## Audiences

### Émissions hebdomadaires

Évolution des audiences hebdomadaires

La première émission, la demi-finale et la finale sont diffusées en première partie de soirée, de 20 h 35 à 23 h. Les autres le sont en deuxième partie de soirée, de 22 h 25 à 0 h 30.
La première émission hebdomadaire, diffusée le 20 mai 2010, réunit 889 000 téléspectateurs (avec un pic à 1,2 million), soit 4 % de parts de marché sur les quatre ans et plus et 6,4 % sur les ménagères de moins de 50 ans.
L'émission hebdomadaire du 10 juin 2010 réalise la meilleure audience jamais obtenue par une émission de télé-réalité de seconde partie de soirée sur la TNT,.
En revanche, l'émission réalise sa moins bonne audience le 17 juin 2010 avec 300 000 téléspectateurs et 2,3 % de parts de marché sur les 4 ans et plus.
Enfin, la finale, diffusée le 15 juillet 2010 réunit 733 000 téléspectateurs (avec un pic à 1 million) soit 4 % de parts de marché sur les quatre ans et plus et 6 % sur les ménagères de moins de 50 ans,,.

### Émissions quotidiennes

Évolution des audiences quotidiennes

Du lundi au samedi de 18 h 40 à 19 h 30, Faustine Bollaert relate aux téléspectateurs les événements de la veille avec David Lantin, correspondant depuis le Cube.
Dans un communiqué, W9 se félicite d'avoir réuni 390 000 téléspectateurs en moyenne pour la quotidienne, soit 3 % de part de marché. La quotidienne de Dilemme a été le programme le plus regardé de la TNT par les téléspectateurs de moins de 50 ans (5,5 % de parts de marché).
L'émission a réalisé le 22 juin 2010 son meilleur score avec 550 000 téléspectateurs. Il s'agit par ailleurs du record de l'année de W9 sur la cible publicitaire des ménagères de moins de 50 ans avec 8,9 %. Elle a atteint son meilleur score sur le plan des parts de marché sur les quatre ans et plus le 23 juin 2010 avec 4,1 %.
En revanche, l'émission a réalisé sa moins bonne audience le 22 mai 2010, lors de la diffusion de la deuxième quotidienne, avec 250 000 téléspectateurs et 2,1 % de parts de marché sur les quatre ans et plus.

## Réception critique
Comme la plupart des émissions de télé réalité de type Big Brother, Dilemme s'est attiré les foudres de nombreux médias. La vulgarité et le niveau intellectuel des candidats, ainsi que le principe de soumission régissant l'émission ont été durement critiqués.
Pour Télérama, il s'agit de la « pire émission de télé-réalité jamais diffusée en France »[réf. à confirmer]. Pour Le Figaro, le programme recule « les limites de la provocation ». Florence Le Méhauté du journal Ouest-France déclare qu'avec cette émission, on a désormais atteint « le plancher de la télé-réalité », voyant dans les dilemmes imposés aux candidats la vérification des thèses avancées par le documentaire de Christophe Nick, Le Jeu de la mort. La journaliste cite notamment la scène où une candidate accepte de se laisser passer une laisse et un collier de chien autour du cou avant de manger, « à quatre pattes », dans une gamelle pour faire gagner son équipe[réf. à confirmer]. Cette séquence fera d'ailleurs l'objet d'une mise en demeure prononcée par le CSA au motif que la candidate en question « a fait l'objet d'un traitement avilissant et dégradant ». Le Conseil supérieur de l'audiovisuel juge que la séquence, « quand bien même la candidate s'était prêtée librement à ce jeu, conduisait à rabaisser un être humain au rang d'animal et portait atteinte, par son objet même, au respect de la dignité humaine ». L'avocat Jacob Delebecque, contributeur aux Inrockuptibles souligne à ce sujet que l'émission flirte avec le proxénétisme et que cette analogie peut être démontrée du point de vue du droit français : « L’idée c’est donc de diffuser de l’avilissement – sur la base du volontariat des candidats, à peine stimulés – et d’en retirer des recettes publicitaires, dont une petite partie sera distribuée aux cobayes, avec le renfort de Dailymotion, Facebook et Twitter qui permettent aux avilinautes de mater en direct live les exploits des explorateurs du néant ». L'avocat, en s'appuyant sur la jurisprudence et divers articles du code pénal, démontre qu'il y a bien proxénétisme.
La rédaction du Post s'insurge contre les trois valeurs prônées par le programme : l'argent, le sexe et la notoriété - allant même jusqu'à parler de cruauté dans le traitement réservé aux candidats, comme La Dépêche du Midi. Philippe Bailly (ancien directeur du marketing de Télé 7 Jours, ex-directeur éditorial de France Télécom Multimédia et ex-directeur général adjoint de l'INA) remarque que l'émission glorifie « avec beaucoup de cynisme » les deux grands « leviers de la société contemporaines » : « la célébrité » et « le pognon »[réf. à confirmer]. Même constat pour Le Nouvel Observateur qui relève qu'« en fait de défis, d’humour, de stratégie, on baigne dans la vulgarité et dans la course à l’argent ».Guy Carlier, sur Europe 1, révèle qu'il a été approché par la production de l'émission pour collaborer - comme Joëlle Goron - aux primes. Le chroniqueur avoue sa « douloureuse humiliation » à l'idée qu'on ait pu penser à lui pour ce genre de programme.
Aurélie Frex de Europe 1 souligne que le programme a « un air de déjà-vu » par son « casting très lofté ». Libération va dans le même sens (« l’air a été remixé, mais les paroles sont les mêmes ») tout comme Les Inrockuptibles (« au programme, donc, nudité et exhibition de Jason, Cindy ou Ophélie, mais aussi insultes, poncifs et cupidité. Rien de bien neuf sous le ciel de la télé-réalité… »). Voici y voit en effet l'habituelle armada des émissions inspirées par Loft Story, « à savoir, vulgarité, exhibitionnisme, inculture etc ». Le magazine pointe notamment « des conversations qui frisent le néant » et « quelques scènes de vie bien vulgaires ».
France-Soir ironise sur « la grande classe » des candidats en évoquant leurs concours de pets et leur langage fleuri. Le quotidien remarque également une grande similitude entre le profil des candidats et ceux de l'émission Secret Story, signe que la télé réalité est incapable de se renouveler. Le Nouvel Observateur dresse un tableau peu reluisant du programme, en en énumérant les pires séquences : « Festival de barbarismes, massacre de l’orthographe et étalage d’ignorance comme au chorus de cette séance de petit bac où un candidat propose à la lettre “C” le métier de “cerrurier” (!) tandis qu’un autre confond “marcassin” et “mandarin”. Concours de pets. Saut dans une fosse à purin. Scènes d’exhibitionnisme façon peep show ». Marc Baudriller du magazine Challenges fustige la bêtise des candidats qui « se partagent à eux tous une demi-douzaine de neurones » et qui permettent au programme d'atteindre « le sommet de la vulgarité ». Le journaliste souligne également la pauvreté des moyens, qui accentue la dimension « cheap » du programme[réf. à confirmer]. Critique également formulée par Voici pour qui le programme « n’a pas les moyens proposés par les grands diffuseurs » (d'où les « plans de caméras aléatoires », le « sentiment de gentil bordel » et des « animateurs un peu perdus »).

## Procès
En mars 2011, Dilemme fait l'objet d'une condamnation pour concurrence déloyale et parasitisme à la suite de la plainte d'Endemol qui jugeait le programme trop similaire à Secret Story mais est relaxé en appel le 12 septembre 2012. La cour d'appel ordonne à Endemol France le remboursement à Banijay du million d'euros de dommages obtenu lors du jugement de première instance et ouvre la possibilité pour ALJ Prod de produire une nouvelle saison de Dilemme. Endemol se pourvoit en cassation.

## Adaptation
En juillet 2024, la chaîne TVI a annoncé l'arrivée de l'adaptation portugaise intitulée "Dilema" animée par Manuel Luís Goucha, le présentateur de la version locale de Secret Story - Casa dos Segredos. Cette version portugaise introduit une évolution dans la mécanique de l'émission, en opposant des influenceurs, et non des anonymes comme dans la version française.